# Fashion (cântec de Heidi Montag)
"Fashion" este un cântec al artistei americane de muzică pop, Heidi Montag. Versurile prezintă iubirea față de modă și cumpărături scumpe. Piesa a fost primită rece de către critica de specialitate, unul dintre ei, Sara Schaefer, considerând că este doar un truc de-al lui Montag pentru a primi haine pe gratis.
Către sfârșitul anului 2008, Lady Gaga, care ajutase la compunerea piesei, a înregistrat-o, versiunea ei apărând într-un episod din Betty cea urâtă din New York și pe coloana sonoră a filmului Mă dau în vânt după cumpărături